# Tortula trachyphylla
Tortula trachyphylla är en bladmossart som beskrevs av Brotherus 1929. Tortula trachyphylla ingår i släktet tussmossor, och familjen Pottiaceae. Inga underarter finns listade i Catalogue of Life.